# 湛普镇
湛普镇是中国重庆市丰都县下辖的一个镇。

## 行政区划
湛普镇辖7个行政村。
- 村：白水村、庆云村、燕子村、世坪村、中坪村、春安村、马安村